# Крутое (Лебединский район)
Крутое (укр. Круте) — село,
Боровеньковский сельский совет,
Лебединский район,
Сумская область,
Украина.
Код КОАТУУ — 5922980803. Население по данным 1984 года составляло 30 человек .
Село ликвидировано в 2007 году .

## Географическое положение
Село Крутое находится между сёлами Буровка (1 км) и Влезки (2 км).
По селу протекает пересыхающий ручей с запрудой.

## История
- 2007 — село ликвидировано [1].